# Gastão Sousa

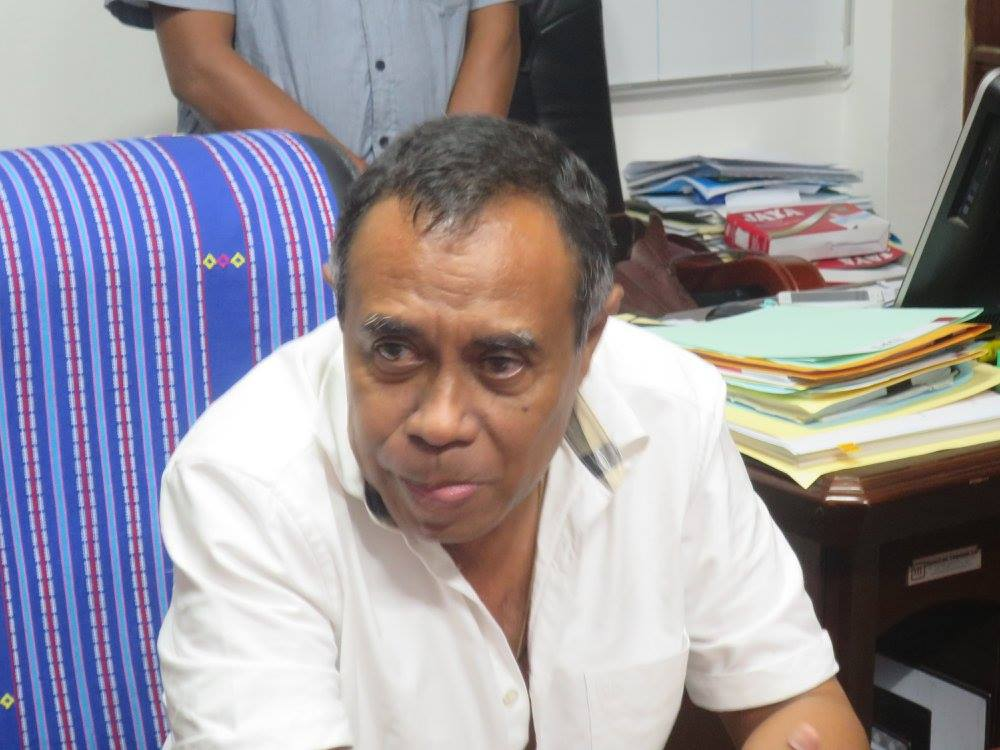
Gastão Francisco de Sousa (2017)

Gastão Francisco de Sousa ist ein Politiker aus Osttimor. Ab 2012 war er Minister für den öffentlichen Dienst, ab 2015 auch für Transport und Telekommunikation. Sousa war Mitglied der Partido Democrático (PD) und wechselte später zum Congresso Nacional da Reconstrução Timorense (CNRT). Seit 2023 ist Sousa in der IX. Regierung von Premierminister Xanana Gusmão als Vertreter der PD Minister für Projekte und strategische Investitionen.

## Werdegang
Sousa war ursprünglich Direktor bei der Timor Telecom. Am 8. August 2012 wurde er zum Minister für den öffentlichen Dienst vereidigt. Mit der Regierungsumbildung 2015 und der damit einhergehenden Kabinettsverkleinerung wurde seinem Ressort auch das bisherige Ministerium für Transport und Telekommunikation von Pedro Lay hinzugeschlagen.
Im März 2016 kam es zum Bruch der Koalition zwischen CNRT und PD über den Streit um den militärischen Oberbefehlshaber und dem Konflikt zwischen Regierung und Parlament einerseits und Präsident Taur Matan Ruak andererseits. Um die Stabilität der Regierung zu gewährleisten, erklärten Sousa und die anderen Mitglieder der PD im Kabinett ihre Parteimitgliedschaft ruhen zu lassen. Sie behielten ihre Ämter als unabhängige Politiker.
Mit Antritt der VII. Regierung am 15. September 2017 endete Sousas Amtszeit im Kabinett.
Am 6. Oktober 2017 sollte Sousa sich vor Gericht Vorwürfen der Veruntreuung stellen. Er und die beiden Mitangeklagten, der Beamte Diogo da Costa, Kabinettschef in Sousas Ministerium, und Sousas Tochter Jordão Maria de Jesus da Silva Sousa (Jordy Sousa) erschienen nicht vor Gericht, weswegen das Gericht eine Frist für eine Erklärung von fünf Tagen unter Androhung eines Haftbefehls setzte. Die Verhandlung wurde auf Januar 2018 verschoben. Ebenfalls angeklagt sind Sousas Sohn, der öffentliche Angestellte Ferlio Afonso Bado Loi da Silva Sousa (Viali) und Martinho Gusmão von der Pfarrei Santo Antonio in Manatuto. Die Vorwürfe betreffen den privaten Gebrauch von Dienstwagen des Ministeriums durch Sousa, seine Kinder, Costa und der Pfarrei, der Sousa einen Wagen zur Verfügung stellte. Außerdem sollen Gelder aus einem Straßenbaufond der Asiatischen Entwicklungsbank privat genutzt worden sein.
Das anhängende Verfahren führte dazu, dass der in der VIII. konstitutionelle Regierung Osttimors als Minister für Projekte und strategische Investitionen nominierte Sousa (nun Mitglied des CNRT), von Präsident Francisco Guterres für das Amt abgelehnt wurde.
Das Gericht verhängte 2018 gegen Sousa wegen „vorsätzlicher Misswirtschaft“ eine Gefängnisstrafe von zwei Jahren und sechs Monaten, die aber ausgesetzt wurde. Er wurde zudem zur Zahlung einer zivilrechtlichen Entschädigung an den Staat in Höhe von insgesamt 2266,26 US-Dollar und der Übernahme der Gerichtskosten von 200 US-Dollar. Diogo da Costa wurde zu 18 Monaten Gefängnis verurteilt. Auch diese Strafe wurde ausgesetzt. Martinho Gusmão, Jordão Maria de Jesus Sousa und Ferlio Afonso Badoloi da Sousa wurden freigesprochen.
Am 1. Juli 2023 wurde Sousa zum Minister für Projekte und strategische Investitionen vereidigt.